# Estatut d'Autonomia de Cantàbria
L'Estatut d'Autonomia de Cantàbria és l'estatut d'autonomia de la comunitat autònoma de Cantàbria. Fou aprovat mitjançant la Llei orgànica 8/1981 de 30 de desembre de 1981, publicada al Butlletí Oficial de l'Estat núm. 9. Entrà en vigor l'1 de febrer de 1982.
El gener de 2006, l'ADIC (Associació per a la Defensa dels Interessos de Cantàbria) plantejà una reforma de l'estatut perquè es modificara el sistema de finançament, es dotara de més competències, s'incidira més en les senyes identitàries càntabres i es recuperaren els noms històrics i canviar el nom a la comunitat autònoma per Junta de les Valls de Cantàbria.

## Procediment de reforma
L'article 115 del Reglament del Parlament de Cantàbria remet al procediment legislatiu ordinari per a la reforma de l'estatut.
La Mesa del Parlament autonòmic acorda la publicació del projecte o proposició al butlletí oficial de la cambra, la remissió a la Comissió i l'obertura del termini de presentació d'esmenes. El termini d'esmenes segons el Reglament (art. 106.1) és de 10 dies.
A més, el procediment per a reforma està condicionat segons si és una reforma total o parcial. Si es revisa totalment o parcialment, es sotmet a debat de totalitat en el Ple del parlament i després es vota. Si dos terços voten a favor, es remet pel President, el text de la revisió a les Corts Generals.